# Stathás
Stathás är en ort i Grekland.   Den ligger i prefekturen Nomós Aitolías kai Akarnanías och regionen Västra Grekland, i den centrala delen av landet, 240 km nordväst om huvudstaden Aten. Stathás ligger 632 meter över havet och antalet invånare är 151.
Terrängen runt Stathás är kuperad åt sydväst, men åt nordost är den bergig. Runt Stathás är det glesbefolkat, med 10 invånare per kvadratkilometer. Närmaste större samhälle är Amfilochía, 18,9 km sydväst om Stathás. == Kommentarer ==
1. ↑  Framräknat ur variansen i alla höjduppgifter (DEM 3") från Viewfinder Panoramas, inom 10 km radie.[2] Mer om algoritmen finns här: Användare:Lsjbot/Algoritmer.